# Santé
Pour les articles homonymes, voir Santé (homonymie).
 (janvier 2025).

L'étoile de vie, désignant la santé générale.

La santé est « un état de complet bien-être physique, mental et social, et ne consiste pas seulement en une absence de maladie ou d'infirmité ». Dans cette définition par l'Organisation mondiale de la santé, OMS, depuis 1946, la santé représente « l’un des droits fondamentaux de tout être humain, quelles que soient sa race, sa religion, ses opinions politiques, sa condition économique ou sociale »,. Elle implique la satisfaction de tous les besoins fondamentaux de la personne, qu'ils soient affectifs, sanitaires, nutritionnels, sociaux ou culturels. Mais cette définition confond les notions de santé et de bien-être.
Par ailleurs, « la santé résulte d'une interaction constante entre l'individu et son milieu » et représente donc « cette « capacité physique, psychique et sociale des personnes d'agir dans leur milieu et d'accomplir les rôles qu'elles entendent assumer d'une manière acceptable pour elles-mêmes et pour les groupes dont elles font partie ».
René Dubos présente en 1973 la santé comme « la situation dans laquelle l'organisme réagit par une adaptation tout en préservant son intégrité individuelle. C'est l'état physique et mental relativement exempt de gênes et de souffrances qui permet à l'individu de fonctionner aussi longtemps que possible dans le milieu où le hasard ou le choix l'ont placé. »,.
Pour René Leriche en 1936, « la santé c'est la vie dans le silence des organes »,.

## Concepts de la santé
L'état de santé se recherche à la fois pour chaque individu, avec la médecine clinique, ou pour une population, avec la santé publique.
La santé d'une population est classiquement évaluée d'abord par les taux de mortalité et de morbidité, avec l’espérance de vie.

### Notion relative
La santé est une notion relative, « parfois non présentée comme corollaire de l'absence de maladie : des personnes porteuses d'affections diverses sont parfois jugées « en bonne santé » si leur maladie est contrôlée par un traitement. A contrario, certaines maladies peuvent être longtemps asymptomatiques, ce qui fait que des personnes qui se sentent en bonne santé peuvent ne pas l'être réellement ».
L'état de santé ressentie est l'un des indicateurs d'état de santé. Il est publié tous les deux ans depuis 2002, pour les pays de l'OCDE. Après une tendance à la hausse de 2002 à 2008, il a chuté de plusieurs points en 2010 « Quelles que soient les tranches d’âge, le pourcentage des femmes et des hommes s'estimant en bonne ou très bonne santé baisse en 2010. Et lorsque l'on considère l'ensemble des sexes, il en est de même pour le quintile de revenu le plus élevé ». En 2008, 74,9 % des hommes se jugeaient en bonne ou très bonne santé, contre 70,6 % en 2010. Pour les femmes ce taux est passé de 70,1 % à 66,5 %.

### Santé mentale
La santé mentale peut être considérée comme un facteur très important de la santé physique pour les effets qu'elle produit sur les fonctions corporelles. Ce type de santé concerne le bien-être émotionnel et cognitif ou une absence de trouble mental. L'Organisation mondiale de la santé (OMS) définit la santé mentale en tant qu'« état de bien être dans lequel l'individu réalise ses propres capacités, peut faire face aux tensions ordinaires de la vie, et est capable de contribuer à sa communauté ». Il n'existe aucune définition officielle de la santé mentale. Il existe différents types de problèmes sur la santé mentale, dont certains sont communément partageables, comme la dépression et les troubles de l'anxiété, et d'autres non communs, comme la schizophrénie ou le trouble bipolaire.

### Santé reproductive
Pour l'Organisation mondiale de la santé (OMS), la santé reproductive est une composante du droit à la santé.
Cette notion récente évoque la bonne transmission du patrimoine génétique d'une génération à l'autre. Elle passe par la qualité du génome, des spermatozoïdes et des ovules, mais aussi par une maternité sans risque, l'absence de violences sexuelles et sexistes, l'absence de maladies sexuellement transmissibles (MST), la planification familiale, l'éducation sexuelle, l'accès aux soins, la diminution de l'exposition aux perturbateurs endocriniens, etc.
Un certain nombre de polluants (dioxines, pesticides, radiations, leurres hormonaux, etc.) sont suspectés d'être, éventuellement à faibles ou très faibles doses, responsables d'une délétion de la spermatogenèse ou d'altération des ovaires ou des processus de fécondation puis de développement de l'embryon. Certains sont également cancérigènes ou mutagènes (ils contribuent à l'augmentation du risque de malformation et d'avortement spontané).
Les soins de santé reproductive recouvrent un ensemble de services, définis dans le Programme d’action de la Conférence internationale sur la population et le développement (CIPD) tenue au Caire (Égypte) en septembre 1994 : conseils, information, éducation, communication et services de planification familiale ; consultations pré et postnatales, accouchements en toute sécurité et soins prodigués à la mère et à l’enfant; prévention et traitement approprié de la stérilité ; prévention de l’avortement et prise en charge de ses conséquences ; traitement des infections génitales, maladies sexuellement transmissibles y compris le VIH/SIDA ; le cancer du sein et les cancers génitaux, ainsi que tout autre trouble de santé reproductive ; et dissuasion active de pratiques dangereuses telles que les mutilations sexuelles féminines.

### Santé au travail
La santé au travail fait partie des principaux thèmes de santé identifiés par l'OMS.

## Facteurs déterminants
Un déterminant de santé est un facteur qui influence l'état de santé d'une population soit isolément, soit en association avec d'autres facteurs.

### Hygiène
L'hygiène est l'ensemble des comportements concourant à maintenir les individus en bonne santé. Ils demandent de pouvoir notamment faire la part entre les « bons microbes » et ceux qui sont pathogènes ou peuvent le devenir dans certaines circonstances. Ces circonstances l'hygiène cherche à les rendre moins probables, moins fréquentes ou supprimées. Après une phase hygiéniste, dont l'efficacité de court terme est indiscutable, sont apparus une augmentation des allergies, des maladies auto-immunes, des antibiorésistances et des maladies nosocomiales jugées préoccupantes. La recherche de juste équilibre entre exposition au risque et solution médicale usuelle est rendue difficile dans un contexte d'exposition accrue à des cocktails de polluants complexes (pesticides en particulier) et perturbateurs hormonaux, de modifications sociétales et climatiques planétaires (cf. maladies émergentes, risque pandémique, zoonoses, risque de bioterrorisme, etc.).
La lutte contre les infections nosocomiales à l'hôpital, ou contre les toxi-infections alimentaires par exemple, est née après la découverte de l'asepsie sous l'influence par exemple de Ignace Semmelweis ou Louis Pasteur. Les comportements individuels et collectifs sont de toute première importance dans la lutte contre les épidémies ou les pandémies.
Cette discipline de l'hygiène vise donc à maîtriser les facteurs environnementaux pouvant contribuer à une altération de la santé, comme la pollution par exemple, avec des problèmes paradoxaux à gérer : par exemple, l'amélioration des conditions d'hygiène semble avoir paradoxalement pu favoriser la réapparition de maladies comme la poliomyélite et diverses maladies auto-immunes et allergies.

### Alimentation et mode de vie
De nombreux facteurs de risque sont intrinsèquement liés au mode de vie. Les soins corporels, l'activité physique, l'alimentation, le travail, les problèmes de toxicomanie, notamment, ont un impact global sur la santé des individus.
- Nutrition : Aliments - Oligo-élément - Alicament
- Produits d'hygiène : Crème solaire - Dentifrice - Préservatif - Savon
- Toxicomanies & dépendances : Alcool - Cannabis - Cocaïne - Tabac - Jeu pathologique

De nombreux risques et dangers sont liés au domaine de la santé, l'évolution humaine et également les changements de son mode de vie ne sont pas sans conséquences. L'alimentation et les nouvelles technologies sont également des facteurs de risques en France et dans le reste du monde. Les rythmes, les cadences de travail ; les gestes inadaptés sont des facteurs très importants sur la santé. Ils entraînent des troubles psychosomatiques et parfois des handicaps pour la vie.
Quatre facteurs permettraient d'allonger considérablement la durée de la vie : absence de tabac, consommation d'alcool égale ou inférieure à un demi verre par jour, consommation de 5 fruits et légumes par jour, exercice physique d'une demi-heure par jour. Le tout donnerait une majoration de l'espérance de vie de 14 ans par rapport au non-respect de ces facteurs.
Du strict point de vue de l'alimentation, de nombreuses études concordantes concluent qu'une alimentation exclusivement végétarienne permet de limiter les risques de cancer et de maladies cardio-vasculaires, et donc d'avoir une espérance de vie en bonne santé plus longue,. Les études mettent à la fois en évidence les bénéfices d'une alimentation riche en légumes et fruits et les risques relatifs liés à la consommation de viande, poisson et produits laitiers,,,. Les compléments alimentaires synthétiques ne seraient absolument pas nécessaires,.
D'autres pistes sont explorées pour allonger la durée de vie en bonne santé : le jeûne, le jeûne intermittent et la restriction calorique.
Par ailleurs, l'« hygiénisme moral » trans-national débuté au XIXe siècle (à ne pas confondre avec la médecine alternative créée par Herbert Shelton) est une doctrine contre le « relâchement des mœurs », ce qui serait le meilleur moyen de garantir la santé. C'est ce courant qui a par exemple déclaré la lutte contre la syphilis ou l'alcoolisme comme priorité nationale. C'est également lui qui déclare que si les obèses sont gros, c'est qu'ils sont gourmands et paresseux, ou encore que les fumeurs n'ont pas de volonté; Il semble persister dans certaines politiques et campagnes d'information et d'éducation des citoyens à l'hygiène.

### Environnement
C'est un domaine, parfois nommé « santé environnementale », qui se développe depuis la fin du XXe siècle, à la suite de la prise de conscience du fait que l'environnement, notamment lorsqu'il est pollué, est un déterminant majeur de la santé.
La pollution aiguë ou chronique, qu'elle soit biologique, chimique, due aux radiations ionisantes, ou due aux sons ou la lumière (ces facteurs pouvant additionner ou multiplier leurs effets) est une source importante de maladies.
Dans l'Union européenne, la Commission a adopté (11 juin 2003) une « stratégie communautaire en matière de santé et d'environnement », traduite le 9 juin 2004, en un « Plan d'action » (2004-2010), qui vise notamment les maladies dites « environnementales ». Cela concerne l'asthme et les allergies respiratoires, en cherchant plus généralement à « mieux prévenir les altérations de la santé dues aux risques environnementaux » (dont l'exposition aux pesticides et à leurs résidus). Des systèmes de veille sanitaire permanente doivent identifier les menaces émergentes (dont nanotechnologies, OGM, maladies émergentes, impacts des modifications climatiques, etc.) et en évaluer l'impact sanitaire selon des actions réalisées au niveau communautaire mais aussi national. Un « plan d'action environnement et santé » va être développé afin de mettre en œuvre cette stratégie ; de plus un processus de consultation a été lancé. Le plan d'action vise à faire le point sur les connaissances scientifiques existantes et à évaluer la cohérence et les progrès réalisés dans l'installation du cadre législatif communautaire en matière de santé et d'environnement. Un nouveau système d'information sur la santé est prévu « qui fonctionnera également dans le domaine de l'environnement » et veut devenir « la plus importante source de données fiables pour l'évaluation de l'impact des facteurs environnementaux sur la santé ». Ces aspects seront coordonnés avec les systèmes de réaction rapide et une approche intégrée « visant à juguler les déterminants environnementaux de la santé ».
En ce qui concerne plus spécifiquement la France, un premier Plan national santé-environnement a été lancé en 2004 et un second en 2009, à la suite du Grenelle de l'environnement. Le bilan des actions menées est fait en 2013.

## Enjeu collectif

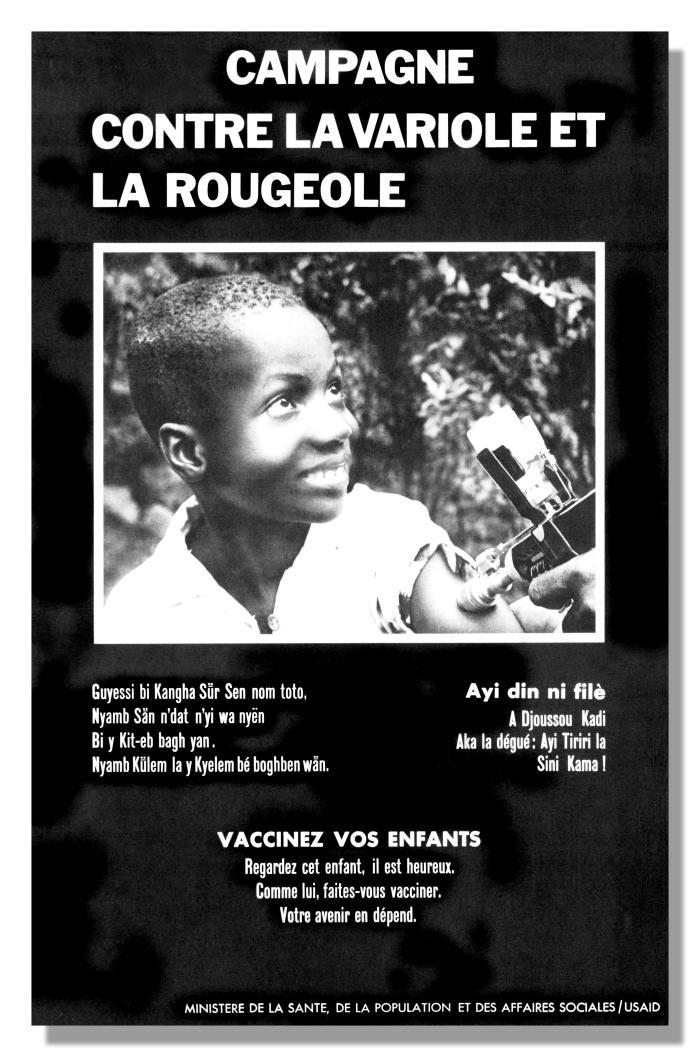
Affiche de promotion de la vaccination contre la variole et la rougeole (1979).

La santé publique désigne à la fois l'état sanitaire d'une population apprécié via des indicateurs de santé (quantitatifs et qualitatifs, dont l'accès aux soins) et l'ensemble des moyens collectifs susceptibles de soigner, promouvoir la santé et d'améliorer les conditions de vie.

### Domaines de la santé publique
La notion de santé publique regroupe plusieurs champs :
- la santé au travail incluant la médecine du travail et parfois des démarches épidémiologiques ;
- la gestion des campagnes de prévention, qui doivent influencer les autres secteurs de la société pour y promouvoir la santé (économie, écoles, trafic, habitation, environnement, style de vie, etc.), la vaccination… ;
- l'organisation des réseaux de soins : premiers secours, hôpitaux, médecine libérale, médecine d'urgence… ;
- la formation initiale et continue des professions médicales et paramédicales ;
- la sécurité sociale et l'assurance maladie (Sécurité sociale en France) ;
- la recherche médicale et pharmacologique.

### Politiques de santé dans le monde
Les règles en matière de santé font l'objet de textes internationaux édictés par l'OMS ou la FAO (Codex alimentarius pour l'alimentation).
L'Union européenne a produit de nombreuses directives, règlements ou décisions pour protéger la santé des consommateurs ou d'animaux consommés.
La promotion de la santé telle que définie par l'OMS est le « processus qui confère aux populations les moyens d'assurer un plus grand contrôle sur leur propre santé, et d'améliorer celle-ci ». Cette démarche relève d'un concept définissant la « santé » comme la mesure dans laquelle un groupe ou un individu peut d'une part réaliser ses ambitions et satisfaire ses besoins, et d'autre part évoluer avec le milieu ou s'adapter à celui-ci.
La santé est prise en compte par le droit, y compris du point de vue des Conditions de travail.

### Crises sanitaires
Les crises sanitaires sont des pandémies importantes, qui touchent entre une dizaine de personnes (cas des crises très médiatisées qui touchent les pays développés, comme certaines crises alimentaires) et des millions de personnes. Elles peuvent avoir des coûts économiques, sociaux et politiques considérables.
L'OMS a d'ailleurs été créée pour qu'une pandémie telle que celle produite par la grippe espagnole ne se reproduise pas avec les mêmes effets (30 à 100 millions de morts selon les sources).

### Économie
Les sommes en jeu dans le domaine de la santé sont considérables, tant pour les coûts induits par les maladies, les pollutions et l'absentéisme, que par le marché des soins et des médicaments (en 2002, le marché mondial du médicament a été évalué à 430,3 milliards de dollars, contre 220 milliards en 1992). Le marché pharmaceutique a augmenté de 203 milliards d'euros. Et la consommation médicale progresse plus rapidement que le PIB dans les pays développés. Les modèles d'entreprise en santé évolue et modifie l'approche traditionnelle et historique de la santé en France, les crises sanitaires telles qu'une pandémie peuvent avoir des coûts économiques, sociaux et politiques considérables contraignant à des reformulations des approches économiques.

## Dimensions sociales et culturelles de la santé
La santé comme concept peut être un objet d’étude anthropologique. Tel que rapporté par Roy, elle est souvent conceptualisée comme une construction sociale par les anthropologues puisque le rapport que les sociétés ont avec elle est très variable d’une à l’autre, et selon les époques également. Le travail anthropologique cherchera donc à mieux comprendre l’expérience que font les groupes sociaux et culturels de la santé. Cet objet d’étude, pour faire preuve de rigueur méthodologique, doit être replacé dans son contexte global, notamment à travers les changements sociaux. On cherche alors à comprendre les phénomènes de relation santé/maladie, bien que de plus en plus le schéma santé/vie prend place. Pour dire autrement, selon Massé, l'anthropologie médicale s'intéresse à comment les acteurs sociaux définissent la bonne ou la mauvaise santé, et comment les maladies sont soignées dans ce contexte.
Quelques approches théoriques sont nées en anthropologie médicale, rapportées par Roy. Parmi elles, celle de la théorie médico-écologique, celle de la phénoménologie et celle de la critique de la médecine et de la santé internationale.
- La théorie médico-écologique est formulée par Alexander Alland[35] au début des années 1970, mais est reprise par d’autres quelques années après. Elle part du principe que les groupes humains adaptent leur culture à l’environnement. Cette théorie propose l'idée que l’adaptation culturelle est intimement liée à l’adaptation biologique en fonction de l'environnement et du milieu dans lequel le groupe se trouve. Ainsi, la santé est liée à ces transformations externes.
- L'approche phénoménologique se développe en parallèle à cette dernière. Des auteurs comme Kleinman[36] et Good[37] en sont un point d'origine, en cherchant à redonner une subjectivité à l'expérience humaine de la santé, s'éloignant de l'objectivité préconisée par la médecine. Pour ce faire, des perspectives expérientielles et sémantiques sont mobilisées.
- L'approche critique de la médecine et de la santé internationale se développe dans les années 1960. Elle a pour objet les conditions notamment politiques et économiques, donc globales, dans lesquelles sont vécues la santé et la maladie : les inégalités sociales façonnent l'accès à l'information, aux ressources de maintien de la santé et aux traitements. Un texte clé pour comprendre ce mouvement est notamment celui de Baer, Singer et Johnsen[38].

## Médias
De nombreux médias et émissions sont spécialisés dans les thèmes de la santé. En voici une sélection :

### Télévision
- Le Magazine de la santé, sur France 5
- 36.9, sur la Radio télévision suisse
- Quoi de neuf doc ?, sur TV5 Monde[39]

### Radio
- Radio Public Santé
- Radio France internationale, émission Priorité santé[40]
- Radio Canada première chaîne, émission RDI Santé[41]
- Place à la santé[42]

### Magazine
- Santé Magazine
- Alternative santé
- Environnement, Risques et Santé

### Internet
- Health On the Net Foundation est une structure indiquant aux internautes les sites internet dans le domaine de la santé.
- PubMed
- Santepratique
- Portail Santé-UE
- Fasosante.net
- Carenity (réseau social santé sur internet destiné aux malades et à leurs proches).